# Urocitellus washingtoni
Espèce
Statut de conservation UICN

 NT  : Quasi menacé
L'écureuil terrestre de Washington (Urocitellus washingtoni) est une espèce de mammifères rongeurs de la famille des Sciuridés.